# Adswood
Adswood – wieś w Anglii, w hrabstwie ceremonialnym Wielki Manchester, w dystrykcie metropolitalnym Stockport. Leży 10 km na południowy wschód od centrum miasta Manchester.